# Odonimia di Roma
L'odonimia di Roma è l'insieme delle denominazioni delle vie e delle piazze di Roma nonché il suo studio: da tali nomi si possono spesso dedurre fatti, avvenimenti e aneddoti che riguardano o riguardarono la città.

## Storia
Dall'odonimia di Roma si può innanzitutto dedurre l'estensione della città soprattutto nell'ultimo secolo: lo stradario di Roma contiene al 2005 14.197 nomi. Di questi, solo 1.583 (poco più del 10%) si riferiscono a indirizzi dentro le mura aureliane. Nonostante questo squilibrio, i nomi di strade più significativi si trovano nel centro storico.

## Nelle zone principali
Possiamo identificare alcune categorie in cui raggruppare questi nomi:
- I nomi di fiumi e laghi: a nord del quartiere Trieste (sotto la via Salaria) e in zona Coppedé si trovano "via Agri", "via Anapo", "via Chiana", "piazza Ledro", "piazza Trasimeno", "via Brenta", "via Clitunno", "via Panaro", "via Tronto", "via Adige", "via Tagliamento", "via Nemorense" (dal lago di Nemi), "via Carezza", "via Piediluco".
- I nomi di animali: in una città anticamente piena di osterie e locande, alcune vie prendono il nome dall'animale che faceva da insegna a queste ultime. Le botteghe originali sono ormai scomparse: probabilmente l'unica sopravvissuta nella localizzazione e nel nome è quella di via dell'Orso a Campo Marzio. Nonostante ciò sono rimasti molti nomi di strade: via del Cardello (a Monti, nella Suburra), via della Gatta sotto Palazzo Venezia, via del Leoncino, via del Leone e vicolo del Leonetto, via della Lupa a Campo Marzio e vicolo del Lupo, via dell'Oca, via dell'Orso di cui s'è detto (c'è anche il vicolo), vicolo della Palomba e via della Palombella, via del Pavone e vicolo della Volpe. Via della Lupa (congiunge piazza Borghese con via dei Prefetti) aveva un tempo, all'angolo con via dei Prefetti una fontana che rappresentava una lupa. Nella strada esisteva anche una locanda che come insegna aveva proprio una lupa. In questa strada vissero per molto tempo i Capilupi (antica famiglia nobile mantovana), uno dei quali Camillo fu ambasciatore a Roma dei duchi Gonzaga di Mantova. L'insegna dei Capilupi era appunto una lupa per cui sembra che a questa insegna, posta su palazzo Capilupi, si debba attribuire l'origine del nome della strada.
- I nomi di mestieri: via dei Giubbonari, Sediari, Chiavari, Cappellari, Coronari, Leutari, Funari, Pettinari, Cimatori, Cartari, Baullari, Fornari, Cestari, Staderari, Pianellari, Acciaioli, Cimatori. Sono nomi di strade che si trovano da piazza Venezia verso san Pietro, ai lati di Corso Vittorio Emanuele II. In alcuni casi alcune attività artigianali presenti nelle vie ancora ricordano i vecchi mestieri. Altri nomi sono Catinari, Falegnami, Leutari (liutai), Vascellari (vasai).
- I nomi di paesi e nello specifico di quelli che furono colonie italiane: nella zona a nord del quartiere Trieste, il c.d. "quartiere Africano" si trovano ad esempio "viale Eritrea", "viale Somalia" (nomi dati nel periodo fascista durante la campagna colonialista); ma vi sono, più verso i Parioli, anche altri nomi di nazioni: "piazza Ungheria", "viale Romania", "via Panama", "piazza Cuba".
- I nomi - sempre nel quartiere Trieste - degli elementi geografici: "via delle Isole", "via dei Colli", "via delle Alpi", "via degli Appennini".

- Molti sono i nomi riferiti all'arredo urbano. Fra i più particolari si ricordano "vicolo del Piede" dal piede di un'antica statua che si trova lungo la strada, "piazza di Pasquino" e "via del Babuino" dalle omonime statue parlanti.
- Numerosissimi sono gli odonimi che derivano da chiese, palazzi e altri monumenti. Qui ricordiamo "piazza della Rotonda", dal nome popolare del Pantheon e la vicina "via dell'Arco della Ciambella" che prende il nome da una parte di un edificio termale romano ancora incastonato tra gli edifici rinascimentali. Ancora "via delle Sette Chiese" a sud di Roma.
- I nomi delle città: da ricercarsi nel V Municipio dove si trovano i nomi delle più famose città italiane, mentre alcuni quartieri esterni alle mura e nell'Agro hanno nomi di vie di vari comuni italiani, spesso raggruppati per regioni. Nel quartiere basso Tiburtino, le vie intitolate alle province italiane si distribuiscono attorno, appunto, al piazzale delle Provincie. Attorno alla via Tuscolana (tratto iniziale), un'intera zona è dedicata alle vie della Regione Umbria (es. "via Amelia", "via Cerreto di Spoleto", "via Nocera Umbra", "via Narni", "via Todi", "via Assisi", "via Montefalco", "via Campello sul Clitunno", "via Fossato di Vico", "via Norcia" o "via Gualdo Tadino"). Così come a Primavalle vi sono numerose vie dedicate ai comuni della Liguria (es. "via Diano Marina", "via Ortonovo", "via Taggia", "via Arcola"), a Nuovo Salario diverse strade coi nomi dei comuni della Toscana (es. "via Suvereto", "via Comano", "via Chiusi", via "Calcinaia") o a San Basilio molte vie dedicate ai comuni delle Marche (es. "via Recanati", "via Fabriano", "via Montegiorgio"), in fine nella zona San Giovanni, specialmente nell'area nord-est del quartiere, sono presenti numerose vie intitolate a svariate città Italiane, principalmente capoluoghi di provincia, senza però appartenere ad una regione o area della penisola precisa, come ad esempio, "via Faenza", "via Rimini", "via Cesena", "via Urbino", "via Taranto", "via La Spezia", "via Aosta", "via Monza", "via Terni", "via Orvieto", "via Vercelli".
- I nomi di alcune città e località dell'Italia romana: in zona San Giovanni e Re di Roma, dove possiamo trovare "via Faleria", "via Fregene", "via Cerveteri", "via Ardea", "via Lavinio", "via Collazia", "via Magnagrecia". Sempre in questa zona troviamo i nomi delle provincie romane come "via Britannia", "via Gallia", "via Acaia", "via Dacia" o "piazza Armenia" e riferimento a battaglie romane come "piazza Zama" o "via Alesia".
- I toponimi relativi ai territori delle Tre Venezie, divenuti italiani tra le due guerre mondiali: "piazza Trento", "corso Trieste", "viale Gorizia", "via Gradisca", "via Bolzano" "piazza Fiume", "via Capodistria", "piazza Istria", "via Zara",  "viale Pola", "via Spalato, "via Trau", "via Dalmazia".
- I nomi di piante e fiori: sempre nel V Municipio, nel quartiere Prenestino Centocelle, si trovano, per esempio, "via dei Pini", "piazza Gerani", "via degli Olivi" e così via. Anche due stazioni della metropolitana linea C riportano i nomi delle piazze che servono: Gardenie e Mirti.
- Anche tra le vie e le piazze tradizionalmente intitolate a personaggi famosi e illustri (italiani ma non solamente), si possono individuare dei curiosi raggruppamenti nelle medesime zone:
  - I nomi dei matematici: ai Parioli si trovano "via Archimede", "piazza Euclide", "via Francesco Denza" (meteorologo).
  - I nomi dei medici e professioni affini del passato: non casualmente, proprio attorno al Policlinico di Roma vi sono "via Giambattista Morgagni", "piazza Galeno", "via Lazzaro Spallanzani", "via Bartolomeo Eustachi", "largo Ettore Marchiafava".
  - I nomi degli artisti: nel Municipio VIII vi sono "viale del Caravaggio", "via Giorgione", "viale Giotto" e ancora "via Andrea Mantegna" e, più a oriente, "piazzale Lorenzo Lotto" e "via Antonello da Messina".
  - I nomi dei conquistatori protagonisti del colonialismo del 1500-1700: nel quartiere Ostiense si trovano "viale Marco Polo", "via Cristoforo Colombo" e, poiché quest'ultima collega il centro di Roma con il Lido di Ostia, qui si trova anche "piazzale Ferdinando Magellano".
  - I nomi dei pontefici: poco a ovest rispetto a Città del Vaticano, si trovano "via Sisto IV", "via Clemente X", "via Pio IX", "via Gregorio XIII". Sempre in questa zona vi sono vie intitolate a uomini di chiesa come "via Teodolfo Mertel" (cardinale) e in generale a soggetti religiosi come "via di Nostra Signora di Lourdes".
  - I nomi dei giuristi: a Nord est di Roma, nel XIII Municipio, si trovano tra queste "via Filippo Vassalli" e "via Fulvio Maroi".
  - I nomi dei presidenti della Repubblica Italiana: attorno alla stazione Termini si diramano ad esempio "via Luigi Einaudi" e "via Enrico De Nicola", quest'ultimo primo presidente nel giugno 1948. In fondo a via Einaudi si apre non casualmente la grande "piazza della Repubblica". Da piazza della Repubblica inizia anche "via Nazionale". Sempre nei pressi, vi sono vie intitolate a statisti e altre personalità illustri anche dell'epoca prerepubblicana come "via Giovanni Giolitti" o "via Giuseppe Romita".
  - I nomi dei letterati italiani (tra cui i poeti): a sud della stazione Termini si trovano "via Dante" (Alighieri), "via Vittorio Alfieri" (drammaturgo), "via Torquato Tasso", "via Ugo Foscolo", "via Niccolò Machiavelli", "via Ludovico Ariosto", "viale Alessandro Manzoni". Non lontano c'è "via Galileo Galilei", noto principalmente come scienziato ma annoverato tra gli umanisti.
  - I nomi dei re di Roma: attorno a piazza dei Re di Roma (dedicata ai sette sovrani della roma pre-repubblicana e dove si trova ferma la metropolitana linea A), si trovano "piazzale Numa Pompilio" e "via [Lucio] Tarquinio Prisco". Da tutt'altra parte si trovano "via Tullo Ostilio" (a Fiumicino), "piazza Anco Marzio" (al lido di Ostia) e "via Servio Tullio" (Sallustiano). Non esiste una strada intitolata a Tarquinio il Superbo, mentre al fondatore della città di Roma, Romolo è dedicato, insieme al nome del fratello Remo, il belvedere sul Circo Massimo.
  - I nomi di altre figure di spicco dell'epoca romana: a Prati sono per esempio presenti "via dei Gracchi", "viale Giulio Cesare", "via Duilio", "via Catullo", "via Ovidio".
- I nomi di discipline sportive: a Farnesina, intorno alla via Cassia, si trovano strade intitolate a degli sport come "via della Maratona", "via del Podismo", "via del Golf", "via del Nuoto", "via dell'Alpinismo". Il nome di altre strade della zona è legato a delle gare sportive dell'Antica Grecia come "via dei Giuochi Istmici" o "piazza dei Giuochi Delfici".

Per la sua particolare forma, la piazza Buenos Aires - lungo viale Regina Margherita al confine del quartiere Salario - era denominata "piazza Quadrata".

## Nelle periferie
- Sul Lido di Ostia le strade principali sono state intitolate a svariati tipi di imbarcazioni, come ad esempio "via delle Baleniere", "via delle Gondole", ma anche a figure marine mitologiche, come a "piazza delle Sirene" e "piazza Calipso".
- A Casal Palocco le strade sono prevalentemente dedicate a importanti personalità del mondo greco: a queste si citano "viale Alessandro Magno", "via Euripide", "via Talete" e "via Eschilo".
- Alla Magliana le strade sono intitolate a città della Toscana, come "via Scarperia", "via Pescaglia", "via Cutigliano".
- Presso la zona Serpentara i nomi delle strade sono stati dedicati a personaggi dello spettacolo del primo Novecento, come "via Virgilio Talli", "via Tito Schipa", "via Ezio Pinza" e "largo Fausta Labia".

## Indirizzo virtuale
Sull'intero territorio comunale è definita un'area di circolazione "virtuale" per le persone senza fissa dimora, un tempo denominata via della Casa Comunale. Questa, con delibera n. 84 del 26 febbraio 2002, è stata rinominata in via Modesta Valenti, anziana donna senza fissa dimora deceduta alla stazione di Roma Termini il 31 gennaio 1983, divenuta simbolo della condizione di isolamento e di difficoltà di accesso ai servizi che affrontano coloro che si trovano a vivere sulla strada.